# Arthur Korn
Arthur Korn (20 de maig de 1870 - 21/22 de desembre de 1945) va ser un físic, matemàtic i inventor alemany. Va participar en el desenvolupament de la màquina de fax, concretament en el sistema de transmissió de fotografies o telefotografia, conegut com a Bildtelegraph, relacionat amb els primers intents de desenvolupar un sistema pràctic de televisió mecànica.

## Biografia
Nascut a Breslau, Korn era fill d'una parella jueva, Moritz i Malwine Schottlaender. Va assistir al  gimnasium a Breslau i Berlín. Després va estudiar física i matemàtiques a Leipzig als 15 anys, on es va graduar el 1890. Després, va estudiar a Berlín, París, Londres i Würzburg. El 1895, esdevingué professor de dret a la Universitat de Munic, i fou nomenat professor el 1903. El 1914, va acceptar la càtedra de física de la Technische Universität de Berlín.
El Dr. Korn, d'ascendència jueva, va ser destituït del seu càrrec el 1935 amb l'ascens del Partit Nazi. El 1939 va deixar Alemanya amb la seva família i es va traslladar als Estats Units, entrant per Mèxic. Allà, va ocupar la càtedra de física i matemàtiques a l'Institut de Tecnologia Stevens a Hoboken, Nova Jersey. Va morir a Jersey City, Nova Jersey, el 1945.

## Pioner en telecomunicacions
Korn va experimentar i va escriure tractats sobre fotografia de llarga distància, el fototelautògraf.  Va ser pioner en l'ús de cèl·lules de seleni sensibles a la llum que van substituir la funció de l'estilet palpador, i va utilitzar una làmpada Nernst com a font de llum. El 17 d'octubre de 1906, va transmetre una fotografia del príncep hereu Guillem a una distància de 1800 km.
En una conferència de 1913 a Viena, Korn va demostrar la primera transmissió visual telegràfica d'èxit d'un enregistrament cinematogràfic. Sota una gran atenció mediàtica el 1923, va transmetre amb èxit una imatge del papa Pius XI a través de l'oceà Atlàntic, des de Roma fins a Bar Harbor, Maine, la imatge va ser aclamada com un "miracle de la ciència moderna". A partir de 1928, la policia alemanya va utilitzar el sistema de Korn per enviar fotografies i empremtes dactilars, tot i que l'any 1907 es va registrar l'ús del "fototelègraf" per detenir un lladre d'un banc de Stuttgart a Londres, així com l'ús de la tecnologia per part dels mitjans de comunicació, amb el diari francès l'Illustration que va contractar fins a un monopoli
També va treballar en la teoria del potencial i les matemàtiques de la física. Va ser orador convidat de l'ICM el 1908 a Roma i el 1932 a Zuric.

## Obres

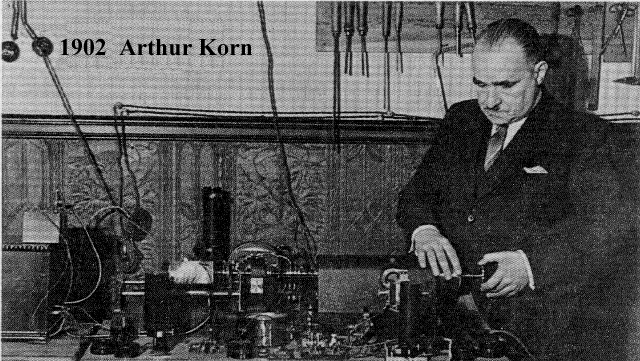
Korn va participar en el desenvolupament de la màquina de fax, concretament en la transmissió de fotografies o telefotografia, coneguda com a Bildetelegraph, relacionada amb els primers intents de desenvolupar un sistema de televisió mecànic pràctic.

- Eine Theorie der Gravitation und der elektrischen Erscheinungen auf Grundlage der Hydrodynamik (2a ed., 1896)
- Ueber Molecular-Funktion (1897)
- Lehrbuch der Potentialtheorie (Berlín, 1899–1901)
- Freie und erzwungene Schwingungen (1910)
- Handbuch der Phototelegraphie (1911)
- Bildrundfunk amb Eugen Nesper (1926)